# Cosmos X2
Cosmos X2 è un videogioco sparatutto uscito come DSiWare su Nintendo DSi. Sviluppato e pubblicato dalla Saturnine Games, Cosmos X2 mette il giocatore alla guida della navicella che dà il nome al gioco per fermare un'invasione aliena passando attraverso sei lunghi livelli. Il gioco venne sviluppato nel 2007 e infine pubblicato il 30 agosto 2010 in America settentrionale al prezzo di 500 punti e il 15 settembre 2011 in Europa a 200 punti.

## Trama
In un sistema solare alieno senza nome, gli umani che ci vivono hanno sviluppato navicelle spaziali in grado di attraversare l'intero sistema facilmente. Vengono create due navicelle di classe Cosmos: la Cosmos X1 e la X2. Mentre viaggia per la prima volta attraverso il sistema solare, la navicella X1 scompare all'improvviso. 
Ad Ensign Daverdy viene affidato il compito di pilotare la Cosmos X2, versione da combattimento delle Cosmos, e scoprire cos'è accaduto alla X1. Dopo aver raggiunto il punto in cui la Cosmos X1 è scomparsa, Daverdy si ritrova davanti la flotta di invasori alieni che aveva catturato la X1 e scopre che sono diretti verso il suo pianeta.

## Modalità di gioco
Il fulcro dell'azione si trova sullo schermo superiore, mentre tutta la strumentazione di bordo, la mappa, i messaggi dei personaggi e le scelte si trovano su quello inferiore. I giocatori controllano la Cosmos X2 per fermare gli invasori alieni e trovarne l'origine. La Cosmos X2 ha un sistema speciale di "Allineamento" (Alignment) che permette al giocatore di cambiare, tra i due allineamenti scelti, a piacere. Il giocatore ha diverse barre da tenere d'occhio. 
Una di queste è la "Carica" che indica il livello di carica (automatica) dell'abilità "Scudo" (Shield) del X2; se il giocatore viene colpito quando la barra si sta caricando o è carica al massimo, questa viene resettata. Un'altra barra è quella dell'"Esperienza" (Level-Up) che si riempie quando il giocatore raggiunge un certo numero di punti. Quando si sale di livello si ottiene un potenziamento casuale, che può andare da potenziamenti delle armi a potenziamenti dei missili. 
La nave ha una barra dell'energia che, quando si esaurisce mentre si ha un allineamento equipaggiato, permette al giocatore di utilizzare l'altro allineamento fino alla fine del livello. Se entrambe le barre dell'energia degli allineamenti del giocatore vengono consumate, la navicella viene distrutta ed è game over.
I tre Allineamenti comprendono il Rosso, il Verde e il Blu. L'Allineamento Rosso è l'allineamento del Potere, che permette di sparare colpi frontali lenti, piccoli ma potenti. Lo scudo dell'allineamento del Potere è un tipo di bomba che circonda il veicolo in un anello di esplosioni. Quello Blu è l'allineamento dell'Attrazione che equipaggia il Cosmos X2 con colpi deboli, ma a ricerca, e uno scudo che assorbe i colpi nemici e li converte in energia. 
L'allineamento Verde è quello della Repulsione, che spara colpi a ventaglio e include uno scudo che può deflettere i colpi nemici, che possono poi fare danno ai nemici stessi. Tra le altre armi ci sono anche i Missili da raccogliere da nemici o oggetti distrutti. Il giocatore può tenere fino ad un massimo di tre Missili che, grazie ai potenziamenti ottenuti con i livelli, possono diventare a ricerca di calore.

## Accoglienza
| Testata                            | Giudizio |
| ---------------------------------- | -------- |
| Metacritic (media al 23-06-2022)   | 54/100   |
| GameRankings (media al 09-12-2019) | 52.50%   |
| IGN                                | 7/10     |
| Nintendo Life                      | 6/10     |
| Official Nintendo Magazine (UK)    | 60/100   |
| Nintendo Gamer                     | 2/10     |

Cosmos X2 ha ricevuto recensioni contrastanti da parte della critica e sul sito web aggregatore di recensioni Metacritic ha una media di 54/100. Lucas M. Thomas di IGN lo trovò un gioco discreto tra gli sparatutto della vecchia scuola e ne consigliò il suo acquisto su DSi. Corbie Dillard di Nintendo Life affermò che i fan dei classici sparatutto dell'era a 8 bit avrebbero apprezzato sicuramente Cosmos X2 come un bel ricordo dei giorni passati, ma i giocatori abituati ai titoli più moderni avrebbero trovato il ritmo del gioco un po' troppo carente per quanto concerne l'intensità.
Thomas East di Official Nintendo Magazine lo giudicò in maniera più negativa, affermando che era così datato e lento che raramente sarebbe stato esilarante evitare un'esplosione laser di pochi millimetri oppure eliminare un boss. La rivista Nintendo Gamer lo liquidò velocemente scrivendo che era "un brutto lavoro di sprite".